# Калешин, Евгений Игоревич
Евге́ний И́горевич Кале́шин (фамилия иногда ошибочно передаётся как Калёшин; род. 20 июня 1978, Майкоп, Адыгейская автономная область, Краснодарский край) — российский футболист, защитник; ныне тренер.

## Клубная карьера
Представитель футбольной династии Калешиных. Дед Виктор Калешин — футболист майкопского «Динамо», возглавлял в Майкопе областную коллегию судей. Отец — Игорь Калешин, известный на Кубани футболист. Брат Виталий — также футболист.
Воспитанник СДЮШОР «Кубань» (Краснодар). Первый тренер — Антонянц Эдуард Дмитриевич. Начинал футбольную карьеру полузащитником, играл на позиции полузащитника до 2004 года. С 2005 года переквалифицировался в защитники.
После окончания сезона 1998 года из майкопской «Дружбы», игравшей в первой лиге, перешёл в «Локомотив», но московским клубом отдавался в аренду.
В чемпионате России, помимо 9 игр за «Шинник» в 1999 году, играл за «Томь» (2005—2007) и «Крылья Советов» (2007), всего в высшем дивизионе сыграл 73 игры, забил 2 гола, заработал 11 жёлтых и 2 красные карточки. В первом дивизионе сыграл 321 игру, забил 18 голов, заработал 44 жёлтые карточки и 2 красные карточки. В Кубке России сыграл 24 игры, забил 1 гол, заработал 1 жёлтую и 1 красную карточки.
Был капитаном белгородского «Салюта».

## Тренерская карьера
17 сентября 2015 вошёл в тренерский штаб краснодарской «Кубани». В октябре 2016 года был исполняющим обязанности главного тренера клуба. В июне 2017 начал учёбу на соискание тренерской лицензии категории PRO, в связи с чем занял должность главного тренера команды. 19 июля 2018 года возглавил новосозданный ФК «Урожай» (Краснодар). 4 декабря покинул пост.
В январе 2019 года возглавил калининградскую «Балтику». 29 сентября 2021 года после поражения в матче 14-го тура первого дивизиона ФНЛ с ивановским «Текстильщиком» (2:3) подал в отставку со своего поста. Под его руководством команда провела 102 матча и одержала 44 победы. По итогам сезона 2020/21 команда заняла пятое место в первенстве, а в 2019 году пробилась в 1/8 финала Кубка России. В весенней части сезона 2021/22 возглавлял «Тверь».
5 сентября 2022 года возглавил тольяттинский «Акрон», под его руководством «Акрон» дошёл до финала пути регионов Кубка России 2022/23. 27 ноября 2023 года после матча с «Аланией» клубом было объявлено о решении прекратить трудовые отношения «из-за разногласий в пути развития». 1 декабря 2023 года возглавлял сборную ФНЛ в выставочном товарищеском матче против сборной Медиалиги. 12 декабря 2023 года стало известно о назначении Калешина главным тренером «Алании», контракт с владикавказским клубом был рассчитан на три с половиной года. 27 мая 2024 года «Алания» и Калешин расторгли контракт по обоюдному согласию сторон.
15 августа 2024 года стал главным тренером песчанокопской «Чайки», подписав контракт по схеме «1+1». 7 апреля 2025 года контракт с клубом был расторгнут по обоюдному согласию сторон. Под его руководством команда провела 25 матчей, одержала шесть побед, девять раз сыграла вничью и уступила в 10 встречах. После 27 туров «Чайка» с 30 очками занимала 14-е место в Первой лиге.

## Достижения
Игрока: «Томь» (Томск)
- 2-е место в первом дивизионе (выход в премьер-лигу): 2004

Тренера: «Акрон» (Тольятти)
- Финалист Пути регионов Кубка России (1-й этап): 2022/23

## Общественная позиция
В декабре 2023 года, на фоне российского вторжения на Украину, Калешин и Курбан Бердыев посетили оккупированный Россией Мариуполь, где встретились с бойцами батальона «Эспаньола» и передали им подарки и финансовую помощь, собранные представителями ФНЛ.